# Sarah Sherman
Sarah Sherman (Long Island, 7 de marzo de 1993), también conocida profesionalmente como Sarah Squirm, es una comediante, actriz y guionista estadounidense.
Sherman es conocida por usar comedia surrealista y de terror corporal. En 2021, se integró como integrante (featured player) de Saturday Night Live en la temporada 47 y fue promovida a miembro permanente en octubre de 2023.

## Primeros años
Sherman nació y creció en Long Island, Nueva York, en una familia judía.
Se graduó de Great Neck South High School y la Universidad del Noroeste en 2014 con una licenciatura en teatro.

## Carrera
Sherman desarrolló un interés en la comedia stand-up después de que no fue aceptada como parte del equipo de improvisación en la Universidad del Noroeste. Después de graduarse, decidió quedarse en Chicago, donde se hizo amiga de comediantes como Megan Stalter y tuvo un programa mensual llamado Helltrap Nightmare junto con Luke Taylor, David Brown, Wyatt Fair y Scott Egleston.
Sherman comenzó a actuar bajo su nombre artístico Sarah Squirm, inspirado en un apodo que recibió en secundaria. También fue contratada como comediante junto a músicos de noise, ya que tenía amigos que dirigían un sello discográfico.
En el 2018, hizo su debut televisivo en un infomercial de Adult Swim titulado "Flayaway".
En 2019, Sherman fue telonera del también comediante Eric André en su gira Legalize Everything. Asimismo, fue guionista de The Eric Andre Show, Three Busy Debras y Magic for Humans.
Sherman fue invitada a hacer una audición para el programa de NBC Saturday Night Live después de hacer un stand-up set en el festival Just for Laughs. Anteriormente le habían pedido que hiciera algunos showcases para los productores de SNL e intentó un rutina basada en personajes que, según ella, "apestaban". Posteriormente fue elegida como jugadora destacada para su 47.ª temporada, junto con los recién llegados James Austin Johnson y Aristotle Athari.  Antes de ser contratada en SNL, tuvo problemas para encontrar empleo debido a que el estilo gore de sus videos no entusiasmaban a los managers.

Sherman ha recibido elogios de la crítica por adaptar su estilo de comedia inusual y surrealista a SNL sin perder su impacto. Luka Katic de Collider escribió:
"Sherman ciertamente no es la primer comediante poco convencional que aparece en SNL (es decir, Tim Robinson, Kyle Mooney, etc.). Sin embargo, lo que la hace notable es su éxito a pesar de ese hecho. Mientras los actores como Robinson a menudo sentían que tenían que bajar el tono de su material para SNL, Sherman encuentra formas alternativas ingeniosas de canalizar sus sensibilidades trastornadas en el programa".
Jesse Hassenger de Vulture mencionó el sketch "Meatballs" de Sherman del episodio de Oscar Isaac/Charli XCX como uno de los mejores de la temporada y escribió: "En una temporada llena de gente, fue especialmente refrescante encontrar un sketch que se siente como una expresión tan clara de la sensibilidad de su estrella".
En 2022, Sherman fue guionista de la secuela de la película Jackass Forever.
En 2023, Sherman protagonizó la comedia de Adam Sandler para Netflix, ¡No estás invitada a mi bat mitzvá!, con Idina Menzel, Luis Guzmán e Ido Mosseri, y fue elegida como un personaje en el contenido descargable del videojuego High on Life. También dio la voz al personaje Coriander Cadaverish en la película animada Nimona de ese mismo año.

## Influencias
Sherman ha dicho que sus influencias cómicas incluyen programas de televisión como Seinfeld, La niñera, The Golden Girls, Pee-wee's Playhouse y Ren y Stimpy. Ha citado a Norm Macdonald como una influencia en su trabajo de SNL: "Era un pequeño alborotador. Me relaciono con él porque nunca dejó de ser él mismo". Cuando comenzó a realizar monólogos de comedia, se vio influenciada por comediantes como Todd Barry, Maria Bamford y Kristen Schaal.

## Visión política
En 2020, Sherman apoyó a Bernie Sanders como candidato demócrata para las elecciones presidenciales de Estados Unidos de 2020. También es miembro de los Socialistas Democráticos de América.